# 坎皮纳波利斯
坎皮纳波利斯是巴西马托格罗索州的一个市镇。总面积5970.464平方公里，总人口13663人，人口密度2.3人/平方公里。